# Menno de Galan
Menno de Galan (1959) is een Nederlands journalist en publicist.
De Galan werkte als redacteur voor RTL Nieuws, voordat hij overstapte naar NOVA. In 2002 publiceerde hij samen met Jutta Chorus het boek In de ban van Fortuyn, over Pim Fortuyn. Voor een serie artikelen in het NRC Handelsblad over aanhangers van de LPF ontvingen Chorus en De Galan in 2003 de Prijs voor de Dagbladjournalistiek. 
In 2006 verscheen van zijn hand De trots van de wereld, een boek over de opkomst en terugval van voetbalclub AFC Ajax tussen 1964 en 1974. In 2011 verscheen het boek De coup van Cruijff, waarin De Galan verslag deed van een machtsgreep van Johan Cruijff in 2011 bij Ajax.
In november 2024 kwam zijn boek De apenrots - Hoe het misging op de redactie van NOS Sport uit, waarin de auteur reconstrueert hoe het bij NOS Sport kwam tot pesterijen, seksisme en grensoverschrijdend gedrag.

## Bestseller 60
| Boeken met noteringen in de Nederlandse Bestseller 60 | Jaar van verschijnen | Datum van binnenkomst | Hoogste positie | Aantal weken | Opmerkingen |
| ----------------------------------------------------- | -------------------- | --------------------- | --------------- | ------------ | ----------- |
| De trots van de wereld                                | 2006                 | 15-03-2006            | 60              | 1            |             |
| Ajax in crisis                                        | 2023                 | 22-11-2023            | 6               | 7            |             |